# RNA-sequencing
RNA-sequencing, afgekort tot RNA-seq, is een relatief nieuwe moleculaire laboratoriumtechniek die het mogelijk maakt om de algehele genexpressie en dus de transcriptionele activiteit van cellen in kaart te brengen door middel van next-generation sequencing technologieën. Daar waar standaard DNA-sequencing technieken voornamelijk de nucleotidenvolgorde van het DNA vaststellen, maakt RNA-sequencing het mogelijk om kwantitatief alle RNA-moleculen te analyseren, wat wetenschappers in staat stelt om het cellulaire transcriptoom in kaart te brengen. Heden ten dage is RNA-sequencing een essentiële moleculaire laboratoriumtechniek die veelvuldig toegepast wordt voor kankeronderzoek.